# Acanthogorgia goesi
Acanthogorgia goesi is een zachte koraalsoort uit de familie Acanthogorgiidae. De koraalsoort komt uit het geslacht Acanthogorgia. Acanthogorgia goesi werd in 1931 voor het eerst wetenschappelijk beschreven door Aurivillius. 